# Segonzac, Dordogne
Segonzac är en kommun i departementet Dordogne i regionen Nouvelle-Aquitaine i sydvästra Frankrike. Kommunen ligger i kantonen Montagrier som tillhör arrondissementet Périgueux. År 2022 hade Segonzac 204 invånare.

## Befolkningsutveckling
Antalet invånare i kommunen Segonzac
Referens:INSEE